# Jan Gerrits
Jan Gerrits (Antwerpen, 31 mei 1844 – Antwerpen, 29 maart 1922) was een Belgisch beeldhouwer.

## Leven
Aanvankelijk was Jan Gerrits als meubelmaker werkzaam. De kunstmeubels die hij vervaardigde waren met veel houtsnijwerk versierd. Geleidelijk evolueerde zijn activiteiten naar beeldhouwwerk voor kerkelijk meubilair. In de beginperiode werden de sculpturen uitgevoerd in hout, maar later zou Gerrits ook werk leveren in marmer en andersoortige steen. 
De stijl van Gerrits situeert zich binnen de neogotiek.
Veel van het werk van Gerrits is terug te vinden in de steden Antwerpen, Mechelen, Lier en in de Antwerpse Voorkempen. Op het einde van de 19de eeuw kenden deze regio’s een bevolkingstoename.  Om tegemoet te komen aan het toenemend aantal gelovigen werden nieuwe kerken gebouwd en bestaande kerken uitgebreid.
Gerrits huwde in 1876 met Maria Block. Na haar dood in 1877, hertrouwde hij met Theresia Kersschot. Het gezin had twee zonen: Bruno Gerrits (1881-1971) en Nestor Gerrits (1884-1975). Beiden waren eveneens beeldhouwer. Bruno Gerrits zou voor meerdere projecten met zijn vader samenwerken. 
Het atelier van Gerrits bevond zich in Hoveniersstraat 31 te Antwerpen

## Werken(selectie)
- Aarschot, Kapel van het voormalig Gasthuis Sint-Elisabeth, Hoogaltaar.[1]
- Antwerpen, Parochiekerk Sint-Amandus, Hoogaltaar.[2]
- Antwerpen, Parochiekerk Sint-Antonius van Padua, Preekstoel.[3]
- Antwerpen, Parochiekerk Sint-Michiel (en Sint-Pieter), Timpaan portaal. Teerlingkapitelen.[4]
- Antwerpen, Parochiekerk Sint-Norbertus, Hoogaltaar. Kruisweg.[5]
- Antwerpen. Parochiekerk Sint-Willibrordus, Biechtstoelen. Communiebanken. Doopvont.[6]
- Brecht, Reliëf met Heilig Hartbeeld opgericht ter herdenking van de slachtoffers van de Eerste Wereldoorlog.[7]
- Herentals, Lakenhal en belfort, Heilig Hartbeeld.[8]
- Itegem, Oorlogsmonument Itegem ten zuiden van de parochiekerk Sint-Guibertus.[9]
- Kalmthout, Parochiekerk Onze-Lieve-Vrouw, Hoogaltaar. Preekstoel.[10]
- Mechelen, Parochiekerk Sint-Jan Berchmans, Meubilair.[11]

## Trivia
- Het grafmonument voor Jan Gerrits bevindt zich op het Sint-Fredeganduskerkhof te Deurne op perk B-01-06. Het bas-reliëf dat het grafteken siert, is het werk van zijn zoon Bruno. Het stelt de wederopstanding van Christus voor.[12]
- Jan Gerrits is de uitvoerder van het naar verluidt oudste herdenkingsteken voor de slachtoffers van de Eerste Wereldoorlog, nl. een reliëf met Heilig Hartbeeld opgericht te Brecht. Dit gedenkteken werd ontworpen einde 1918 en werd op 15 juni 1919 ingehuldigd.